# ティヤナ・ダプチェヴィッチ
ティヤナ・トデフスカ＝ダプチェヴィッチ（マケドニア語:Тијана Тодевска-Дапчевиќ / Tijana Todevska-Dapčeviḱ、セルビア語:Тијана Тодевска-Дапчевић / Tijana Todevska-Dapčević、1976年2月3日 - ）、あるいはティヤナは、マケドニア人のポップ歌手。ユーゴスラビア社会主義連邦共和国、マケドニア社会主義共和国スコピエ（後のマケドニア共和国）出身。マケドニア人の父とセルビア人の母の間に生まれ、妹のタマラ・トデフスカもポップ歌手である。ティヤナはセルビア人実業家と結婚し、ダプチェヴィッチ姓となった。
ティヤナのヒット曲のひとつに、「Sve je isto, samo njega nema」（全ては同じ、彼だけ居ない）がある。ここで「彼」とはヨシップ・ブロズ・ティトーを指し示す。この楽曲は、かつてのユーゴスラビア社会主義連邦共和国のそれぞれ国の言語、ボスニア語、クロアチア語、モンテネグロ語、マケドニア語、スロベニア語、セルビア語のパートから成っている（ユーゴノスタルギヤも参照）。
モンテネグロのヘルツェグ・ノヴィで開かれるスンチャネ・スカレフェスティバルで2002年にダルコ・ディミトロフ製作の「Negativ」で挑み、優勝を果たした。この楽曲は、同タイトルのティヤナの2枚目のスタジオ・アルバム『Negativ』に収められている。2006年のセルビア・ラジオ・フェスティバルにおいても「Julijana」で優勝を果たした。
2006年のエヴロペスマ（Evropesma、ユーロビジョン・ソング・コンテストのセルビア・モンテネグロ国内選考）において「Greh」を歌い、27ポイントを獲得して8位につけた。「Greh」は、ティヤナの2007年夏に発売されたアルバム『Žute minute』に収録されている。
2013年8月28日、デンマークで開催のユーロビジョン・ソング・コンテスト2014でマケドニア代表に選ばれた。2014年5月8日の第2回準決勝に「To the Sky」という曲で出場した。33ポイントで2回目の準決勝で13位になり、決勝進出はならなかった。妹のTamaraは、2008年と2019年のユーロビジョン・ソング・コンテストに参加し、2014年にはTijanaのバックボーカルを務めた。

## アルバム
- Kao da...（2001年）
- Negativ（2002年）
- Zemlja mojih snova（2004年）
- Žute minute（2007年）